# Прито, Альфредо
Альфредо Роландо Прито (англ. Alfredo Rolando Prieto; 18 ноября 1965, Сан-Мартин, Сальвадор — 1 октября 2015, Тюрьма Greensville Correctional Center, штат Виргиния) — американский серийный убийца сальвадорского происхождения. В результате ДНК-экспертизы и других судебно-криминалистических экспертиз — в разные годы была установлена его причастность к совершению как минимум 9 убийств в период с мая 1988 года по сентябрь 1990 года. Прито действовал на территории штатов Калифорния и Виргиния. 1 октября 2015 года он был казнён посредством смертельной инъекции на территории штата Виргиния.

## Биография
Альфредо Роландо Прито родился 18 ноября 1965 года в городе Сан-Мартин на территории Сальвадора в семье Арнольдо и Теодоры Прито. Имел пять братьев и сестер. Детство и юность Альфредо провел в социально-неблагополучной обстановке, так как в тот период после войны с Гондурасом его родители, как и большинство жителей страны, испытывали материальные трудности. Отец Альфредо вел маргинальный образ жизни и проявлял агрессию по отношению к его матери, благодаря чему в 1975 году она покинула Сальвадор и эмигрировала в США. Во время начала гражданской войны Альфредо стал свидетелем множества убийств среди гражданского населения. В одном из эпизодов на его глазах партизанами был убит его дед. Смерть близкого человека сильно повлияла на психоэмоциональное состояние Альфредо, его братьев и сестер, благодаря чему впоследствии у Альфредо были диагностированы признаки посттравматического стрессового расстройства. В 1981 году его мать вернулась в Сальвадор и вывезла детей в США. Семья остановилась в городе Помона (штат Калифорния), где Прито совместно с братьями и сестрами начал посещать школу «Pomona High School». Будучи старшеклассником, Прито начал увлекаться наркотическими средствами и алкогольными напитками. В этот период он и его брат Гильермо познакомился с Сандрой Фигероа, братья которой были членами уличной банды «456 Island Piru». Чтобы добиться расположения девушки, Альфредо по протекции её братьев также вступил в ряды банды, после чего у него начались романтические отношения с Сандрой Фигероа. Став членом банды, Прито бросил школу и женился на девушке, в 1984 году Фигероа родила ему дочь, однако брак не задался. В августе 1984 года Прито совершил нападение на трех человек, обстреляв их из пистолета на улице из салона своего автомобиля, в результате которого Элиас Вера, Марио Наранхо и Мерседес Салазар получили огнестрельные ранения различной степени тяжести. После ареста Альфредо Прито заявил, что мотивом совершения преступления послужила месть, после того как выяснилось, что его жена изменяла ему во время брака с Марио Наранхо. Жена Прито, в свою очередь, утверждала, что после свадьбы и рождения дочери Прито постоянно подвергал её сексуальному насилию и агрессии, как и новорождённую дочь, но Альфредо всячески это отрицал. Брат и другие родственники, в свою очередь, заявили, что Прито не был замечен в проявлении агрессивного поведения по отношению к своей дочери.
В конце 1984 года он был признан виновным и осужден. Так как жертвы Прито также являлись членами уличных банд, суд проявил к нему снисхождение. Он получил в качестве наказания незначительный срок лишения свободы и вышел на свободу в 1987 году, после чего покинул Калифорнию и переехал на территорию штата Виргиния. Он остановился в городе Арлингтон, где проживал его отец, который также эмигрировал из Сальвадора в США после отбытия уголовного наказания за совершение убийства на территории Сальвадора. Оказавшись в Арлингтоне, Альфредо Прито нашёл работу и познакомился с девушкой, которая впоследствии родила ему сына. В конце 1989 года его отец был арестован по обвинению в изнасиловании женщины и впоследствии осужден. После этого в феврале 1990 года Альфредо покинул штат и вернулся обратно на территорию Калифорнии.

## Убийство Иветт Вудраф
Рано утром 2 сентября 1990 года Альфредо Прито совместно с 29-летним Винсентом Лопезом и 33-летним Дэнни Сорианом совершил ограбление Энтони Ранджела на территории города Онтарио округ Сан-Бернардино. После совершения ограбления к дому Ранджела подъехал автомобиль, в котором находилась его 33-летняя тетя Эмили Д., дочь Эмили Д. 17-летняя Лиза Х. и подруга Лизы — 15-летняя Иветт Вудраф. Угрожая девушкам ножом, преступники отобрали у них деньги и ключи от зажигания, после чего вынудили пересесть на заднее сиденье автомобиля. Удерживая девушек в качестве заложников и управляя их автомобилем, преступники отправились на окраину города. Во время поездки между сообщниками произошёл конфликт, в результате которого Винсент Лопез отказался от продолжения участия в преступлениях и вышел из автомобиля. Его место вскоре занял ещё один друг Альфредо Прито по имени Рикардо Эстрада, которого они встретили на одной из автозаправок во время покупки бензина. В конечном итоге преступники отвезли девушек в промышленную зону, расположенную на восточной окраине города, где в одном из заброшенных зданий, угрожая им оружием, поочередно их изнасиловали. После изнасилования Альфредо Прито застрелил Иветт Вудраф, а Дэнни Сориан и Рикардо Эстрада нанесли Эмили Д. и Лизе Х. множество ударов с помощью ножа и покинули место преступления. Несмотря на тяжелые ранения и обширную кровопотерю, Эмили Д. и Лиза Х. выжили и сумели добраться до телефона-автомата, с помощью которого позвонили в полицию. Они были доставлены в больницу, где дали показания о случившемся. В тот же день на основании их показаний было обнаружено тело Иветт Вудроф, а через несколько дней автомобиль преступников.
Альфредо Прито и его сообщники не соблюдали политику конфиденциальности, благодаря чему о совершении убийства вскоре были проинформированы уличные осведомители. На основании предоставленной ими информации Прито и его сообщники были арестованы в период с 6 по 22 сентября 1990 года. Сам Альфредо Прито был арестован 6 сентября в своем доме без происшествий. Во время обыска его апартаментов у него был изъят пистолет, который послужил орудием убийства, и вещи, которые принадлежали жертвам.

## Судебные процессы
Альфредо Прито было предъявлено обвинение в убийстве первой степени, изнасиловании, похищении людей и совершении ограблений. Вердиктом жюри присяжных заседателей он был признан виновным 21 января 1992 года по всем пунктам обвинения, на основании чего 18 июня 1992 года он был приговорен к смертной казни. Через 12 дней Прито был этапирован в тюрьму Сан-Квентин, в камере смертников которой он провел последующие 14 лет в ожидании исполнения смертного приговора.
В 2005 году на основании закона, обязывающих всех осужденных сдать ДНК, он сдал свою ДНК, которая была занесена в национальную базу.
В начале 2006 года на основании ДНК-анализа и результатов судебно-баллистической экспертизы была установлена его причастность к совершению ещё 8 убийств. Так 11 мая 1988 года Прито совершил нападение на 24-летнюю Веронику Линн Джефферсон, которая была изнасилована и застрелена на территории города Арлингтон. 6 декабря того же года Прито совершил нападение на 22-летнюю Рэйчел Рэйвер и её жениха 22-летнего Уоррена Фултона, в ходе которого он застрелил их, предварительно изнасиловав девушку. 2 сентября 1989 года Альфредо Прито застрелил 27-летнего Мануэля Сермено недалеко от межштатной автомагистрали I-95, после чего поджег его автомобиль вместе с его трупом. 5 мая 1990 года преступник снова совершил двойное убийство. Его жертвами стали 19-летняя Стейси Сигрист и её жених 21-летний Тони Джиануцци, которых он застрелил. Девушку Прито перед убийством также подверг сексуальному насилию. Эти убийства Альфредо Прито совершил в городе Рубиду, штат Калифорния. 2 июня 1990 года Прито с целью ограбления ворвался в дом, где проживали 65-летний Герберт Форли и его жена 71-летняя Лула Форли, которых он застрелил. Тело мужчины преступник вывез в лесистую местность, где сбросил, благодаря чему оно было обнаружено лишь через две недели после совершения убийства. Прокуратура округа Фэрфакс предъявила ряд обвинений Альфредо Прито, вследствие чего 28 апреля 2006 года он покинул тюрьму Сан-Квентин и был этапирован на территорию штата Виргиния, где в округе Фэрфакс предстал перед судом.
Судебный процесс открылся в 2007 году. В качестве адвокатов Прито нанял Питера Гринспана и Джонатана Шапиро, которые имели безупречную репутацию. Однако вердиктом присяжных заседателей он был признан виновным в совершении убийств Рэйчел Рэверс и Уоррена Фултона, после чего был приговорен к ещё одному уголовному наказанию в виде смертной казни. После осуждения один из присяжных заседателей заявил о том, что на этапе вынесения приговора не голосовал за вынесение уголовного наказания в виде смертной казни и вынужден был это сделать, находясь под давлением прокуратуры. Также он отметил, что на вынесение столь сурового наказания повлияла информация об осуждении Прито на территории Калифорнии, что противоречило принципам презумпции невиновности. В конечном итоге адвокаты Альфредо Прито подали апелляцию, которая была удовлетворена. Его приговор был отменен и ему было назначено новое судебное разбирательство. Однако он снова был признан виновным и приговорен к смертной казни. Через год его адвокаты подали апелляцию на отмену приговора и назначение нового судебного разбирательства на основании результатов нескольких судебно-медицинских экспертиз, выявивших у Прито признаки умственной отсталости с порогом коэффициента интеллекта от 67 до 73 баллов, которая снова была удовлетворена. Однако во время третьего судебного разбирательства прокуратурой суду были предоставлены данные о том, что Альфредо Прито успешно обучался в школе как на территории Сальвадора, так и на территории США, а оказавшись в 1981 году в городе Помона, успешно прошёл процесс социальной адаптации, в совершенстве выучил английский язык, пользовался популярностью в округе и без особых усилий сдал экзамены на получение водительских прав на территории двух штатов в США, что противоречило результатам экспертиз о наличии у него умственной отсталости. В конечном итоге в 2010 году он в третий раз был приговорен к смертной казни.

## Казнь
Альфредо Прито был казнён 1 октября 2015 года в тюрьме «Greensville Correctional Center» посредством смертельной инъекции в 21:17 по местному времени в присутствии своих родственников и членов семей некоторых из его жертв. Незадолго до казни его адвокаты с целью отсрочить дату исполнения смертного приговора подали иск на основании того, что препараты, используемые для смертельной инъекции, являются небезопасными, и потребовали информацию о сроке годности пентобарбитала, который штат Вирджиния получила из штата Техас взамен другого седативного препарата, срок действия которого истёк. Среди прочего, его адвокаты стремились заставить штат раскрыть название фармацевтической компании, производящей препарат для установления уровня его качества и побочных эффектов во избежание испытаний физических мучений своего подзащитного во время казни, но иск был отклонён.